# Ludwig Ewald

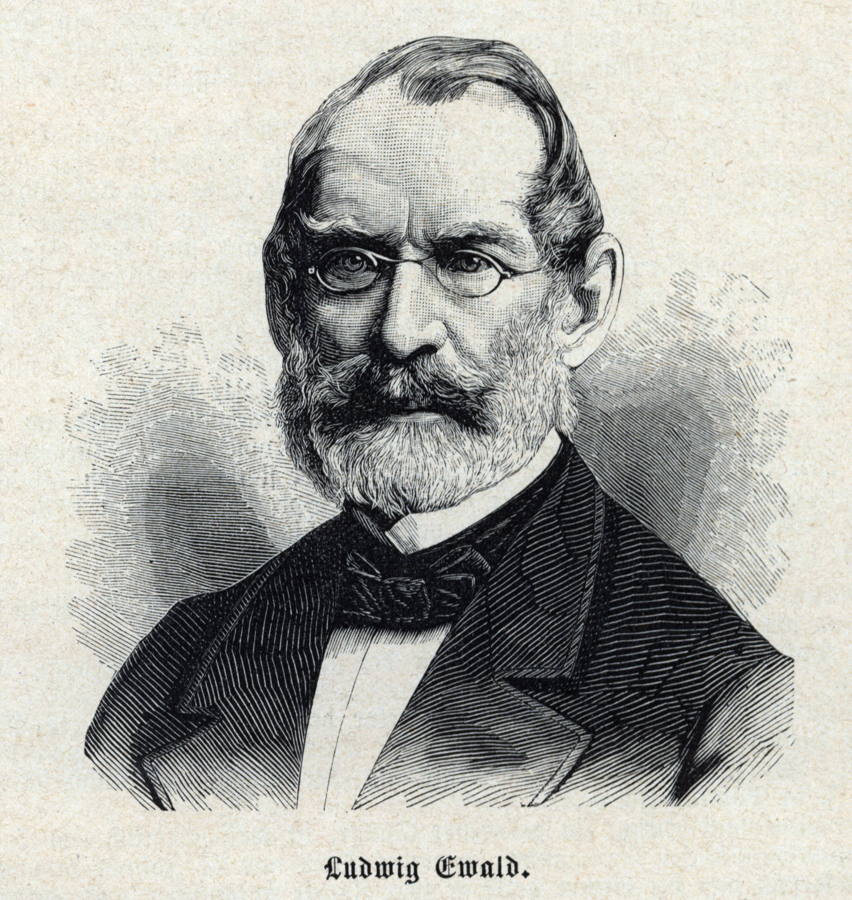
Ludwig Ewald

Ludwig Wilhelm Ewald (* 25. August 1813 in Offenbach am Main; † 22. Januar 1881 in Darmstadt) war ein hessischer Beamter und Politiker und Abgeordneter der 2. Kammer der Landstände des Großherzogtums Hessen.
Ludwig Ewald war der Sohn des Handelsmanns Friedrich Wilhelm Ewald (1778–1825) und dessen Ehefrau Susanne Margarethe, geborene Strecker (1788–1873). Ewald, der evangelischen Glaubens war, heiratete am 29. Juni 1839 Karoline Henriette geborene Schleiermacher (1818–1889), die Tochter des Oberbaudirektors in Darmstadt Ludwig Schleiermacher. Aus der Ehe sind die Kinder Louis (1845–1919, Oberfinanzrat) und August (1849–1924, Physiologe) hervorgegangen.
Ewald war Oberfinanzkammer-Sekretariatsakzessist in Darmstadt. 1837 bis 1844 hatte er eine Nebenstelle als Sekretär der Münzdeputation. 1838 wurde er Sekretär der Oberbaudirektion. Ab 1846 war er 3. Geheimer Sekretär beim Ministerium der Finanzen der Regierung des Großherzogtums Hessen. 1849 wurde er zum Obersteuerrat und Mitglied der Obersteuer- und Zolldirektion befördert. 1862 erhielt er den Titel eines Geheimen Obersteuerrates und 1873 eines Geheimrats. 1871 wurde er Direktor der Obersteuerdirektion und 1876 Vorsitzender der Zentralstelle für Landesstatistik, für die er die Beiträge zur Statistik des Grossherzogthums Hessen herausgab. 1879 wurde er pensioniert. 
Von 1856 bis 1862 gehörte er der Zweiten Kammer der Landstände an. Er wurde für den Wahlbezirk der Stadt Offenbach gewählt.

## Werke (Auswahl)
- Beiträge zur Landeskunde. In: Grossherzogliche Centralstelle für die Landes-Statistik (Hg.): Beiträge zur Statistik des Grossherzogthums Hessen. Bände 1–5. Jonghaus, Darmstadt 1862. (Digitalisat)